# Daune (ancestre dels dauns)
Daune (Daunus, Daunos Δαῦνος o també Δαύνιος) fou un mític rei de la Pulla.
Va haver de fugir del seu país natal, Il·líria, cap a la Pulla on va donar el seu nom a una part del país, Dàunia. La llegenda diu que fou rebut hospitalàriament per Diòmedes al que va donar a la seva filla Euippa en matrimoni.